# Jacobus Cressant

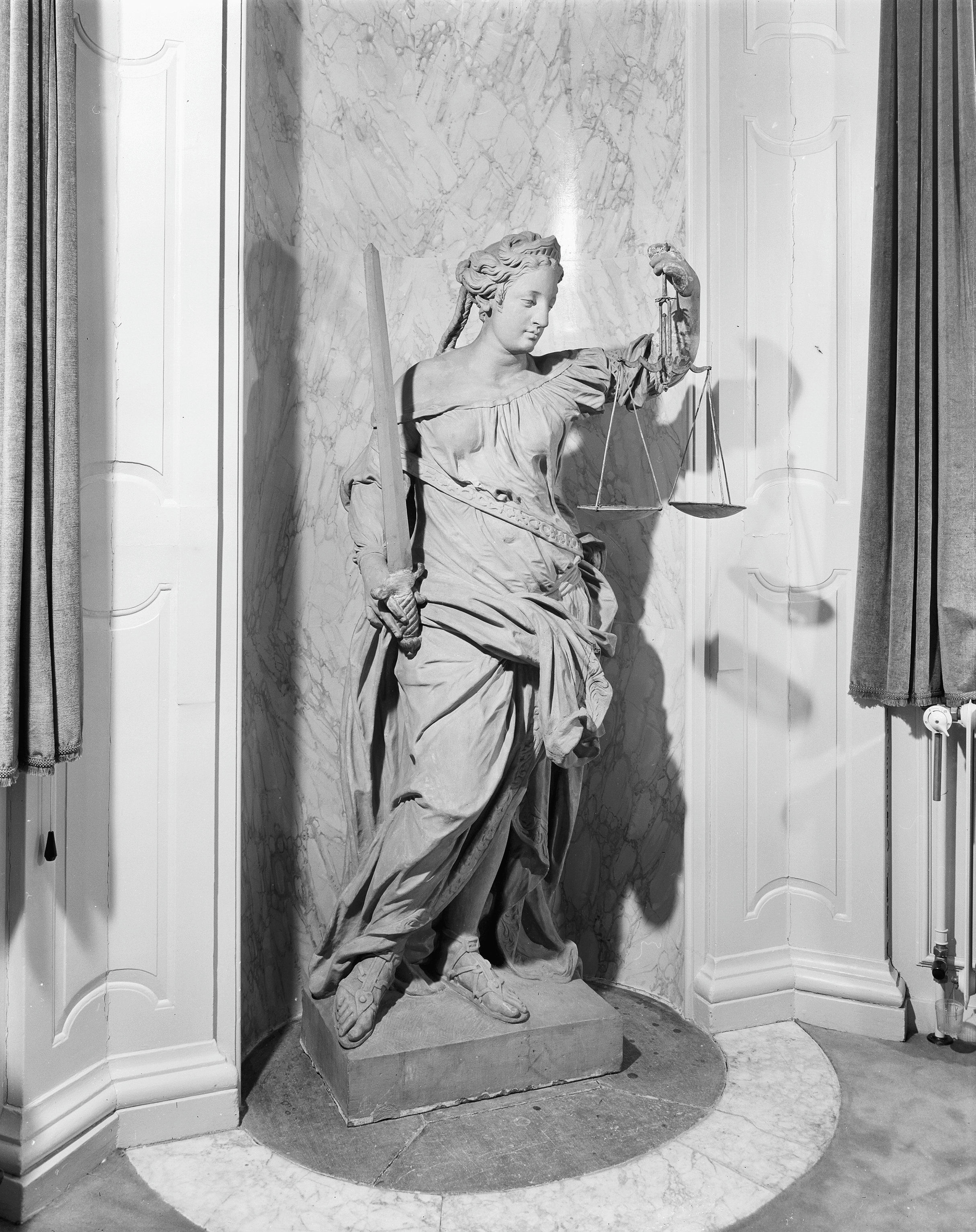
Het beeld van Vrouwe Justitia van Jacobus Cressant, zoals het tussen 1964 en 1998 stond opgesteld in de zittingszaal van de oude rechtbank in Groningen. Sindsdien staat het beeld in de hal van de nieuwe rechtbank van deze stad.

Jacobus Cressant (geboren in Abbeville of Antwerpen?, voor 1685, gestorven tussen 1759 en 1766) was een Nederlands beeldhouwer van Noord-Franse of Brabantse afkomst.
Jacobus Cressant was een bekwame beeldhouwer, over wiens leven en werk echter nog niet veel bekend is. Hij was mogelijk afkomstig uit Abbeville of uit Antwerpen. Zijn oudst gedocumenteerde werken zijn enkele tuinvazen uit 1711 voor landgoed Enghuizen, waarvan de huidige verblijfplaats onbekend is. Omstreeks 1728 vestigde hij zich in Utrecht. Bij zijn toetreding tot het Sint-Lucasgilde hoefde hij bij uitzondering geen meesterproef af te leggen. Waarschijnlijk hield zijn komst naar Utrecht verband met de vele opdrachten die hij kreeg voor sculpturen in de tuin van de buitenplaats en zijdefabriek Zijdebalen aan de Vecht bij Utrecht. Samen met beeldhouwer Jan Baptist Xavery en enkele anderen vervaardigde hij hiervoor zowel grote mythologische beelden als tuinvazen. In 1819 is Zijdebalen ontmanteld en sindsdien zijn vrijwel alle beeldhouwwerken verdwenen. In 1730 maakte Cressant in opdracht van de stad een beeld van Vrouwe Justitia, dat in de gevel van het stadhuis werd geplaatst en tegenwoordig de hal van het gerechtsgebouw te Groningen opluistert.
In 1742 trok Jacobus Cressant naar Amsterdam, waar hij samenwerkte met beeldhouwer Jan van Logteren en vooral religieuze beelden vervaardigde. Hij maakte in deze tijd ook twaalf putti voor de tuin van het bij Kassel gelegen slot Wilhelmsthal. Rond 1750 zette hij zijn loopbaan voort in Parijs, waar hij ‘professeur-adjoint’ werd aan de Académie des Beaux-Arts. Later keerde hij terug naar Utrecht, maar het is niet bekend wanneer hij is gestorven. Zijn zoon Jacob Mattheus Cressant (1734-1794) en de Utrechtse beeldhouwer Willem Hendrik van der Wall behoorden tot zijn leerlingen.
Bewaard gebleven met zekerheid toegeschreven werken:
- Twee tuinvazen uit 1714 in het Rijksmuseum
- Buste van Carolus Richard op achtjarige leeftijd uit 1729 in het Centraal Museum Utrecht
- Buste van David van Mollem uit 1740 in het Centraal Museum Utrecht
- Vrouwe Justitia in het Gerechtsgebouw Groningen